# María Encarnación de la Rigada y Ramón
María Encarnación de la Rigada y Ramón (Cadis, 25 març 1863 - Madrid o Vichèi,18 setembre 1930) Fou una matemàtica andalusa, pedagoga, escriptora, periodista i impulsora de les lleis de Protecció a la Infància i d'educació especial. Fou cofundadora de la Societat Matemàtica Espanyola.

## Biografia
Nascuda a Cadis en el si d'una família benestant d'ascendència basco-gallega, era filla Manuel de la Rigada Leal, vicealmirall de la armada, i de Cecília Ramón Pérez. Va estudiar magisteri a l'Escola Normal Central de Mestres de Madrid. El 1880 va obtenir el títol de mestra elemental amb les màximes qualificacions. El fou nomenada professora auxiliar interina del mateix centre, on va impartir classes generals de ciències i lletres. El 1896 es va titular com a institutriu i mestra superior. Apassionada per les matemàtiques, aquell mateix any, va publicar la seva primera obra: Aritmètica elemental. Va publicar assíduament en revistes i butlletins com ara La España moderna, Revista Unión Iberoamericana, o Pro infancia. i el 1901 va ocupar en propietat la plaça de professora a la secció de ciències. Juntament amb un grup d'altres mestres, el 1904 es va matricular a l'assignatura de Pedagogia Superior a la Facultat de Filosofia i Lletres amb el professor Manuel Bartolmé Cossío i durant set anys més, va seguir els cursos de Matemàtica pura i Matemàtiques aplicades a L'Escola Superior del Ateneo de Madrid. El 1910 fou premiada a València per la seva tasca en l'ensenyament de les matemàtiques.
Preocupada pels temes socials, va defensar els drets de les dones i els infants a una correcta alimentació i higiene. Va exposar els seus projectes en congressos i fòrums sobre pedagogia, pediatria, demografia i higiene. Va liderar la creació de les cantines escolars, l'educació dels discapacitats i l'erradicació de la mendicitat infantil. El 1905 va ser vicepresidenta del la Real Sociedad Fundadora del Colegio para Huerfanos y Pensionistas del Magisterio Español i el 1914 va ser membre del Patronato Nacional de Sordomudos, Ciegos y Anormales. De 1908 a 1917 va publicar infinitat d'artícles i va ser propietària i directora del diari professional Gaceta de Instrucción Pública y Bellas Artes. Traslladada durant un breu període a Barcelona, de 1917 a 1922 va dirigir l'Escola Normal Central de Mestres de Madrid.
No hi ha referències exactes del lloc de la seva mort el 1930, algunes fonts citen Madrid, mentre que la investigadora Maria del Carmen Colmenar Orzaes, investigadora de la Universitat Complutense de Madrid, en les seves recerques, la situa a Vichèi (Vichy-França) per la referència trobada en un article publicat a la revista Pro-Infantia, 279-282 de l'any 1930.

## Publicacions destacades
El 1986, amb la col·laboració de Mercedes Tella, va publicar Aritmética elemental, llibre de text que el Real Consejo de Instrucción Püblica va recomanar per a les «Escuelas Normales de España y Ultramar».
L'any 1916 va publicar Paidotecnia, especialmente en lo que se refiere a los niños anormales, basat en el curs «Pedagogía de anormales» que va impartir el 1915 en el Patronato Nacional de Anormales. És un llibre que va ser durant molt de temps considerat com a «manual imprescindible» de pedagogs i ensenyants dedicats a l'educació de les persones que s'incloïen en el concepte d'«anormals»: «inadaptats, anormals a causa de deficiències orgàniques o mentals i anormals profunds».
El 1924 va publicar el segon volum d'Aritmètica i el 1928 Psicología especial del niño.